# ليونيداس لي
ليونيداس لي (بالإنجليزية: Leonidas Lee)‏ هو لاعب كرة قاعدة أمريكي، ولد في 13 ديسمبر 1860 في سانت لويس في الولايات المتحدة، وتوفي في 11 يونيو 1912 في هينديرسونفيل في الولايات المتحدة.

## وصلات خارجية
- ليونيداس لي على موقعبيزبول رفرنس.كوم (الدوري الرئيسي) (الإنجليزية)